# Amélie Darvas
Amélie Darvas, née le 29 décembre 1989, est une cheffe cuisinière française. Cheffe du restaurant Äponem de 2018 à 2024, elle y a été étoilée au Guide Michelin à partir de janvier 2019. Cela fait d'elle une des rares femmes chefs étoilées en France.

## Biographie
Amélie Darvas grandit dans le 11e arrondissement de Paris. Sa mère est assistante de direction et son beau-père est commercial chez Valrhona, un des spécialistes en France du chocolat. Avec son beau-père, Amélie Darvas visite les cuisines des palaces à la rencontre des grands chefs. Elle quitte l’école à 15 ans pour apprendre la cuisine à l’école Ferrandi. Elle se forme auprès d'Hélène Darroze, d'Éric Fréchon (devenu son mentor en cuisine) au Bristol, d'Alain Ducasse, et de Yannick Alléno.
En 2013, à 24 ans, elle ouvre avec sa compagne Gaby Benicio, sommelière, originaire du Brésil le restaurant Haï Kaï, près du canal Saint-Martin. Après les attentats du 13 novembre 2015, qui frappent à quelques centaines de mètres de son restaurant, elle choisit de quitter le quartier du canal Saint-Martin,,.  
Au printemps 2018, après avoir vendu Haï Kaï, Amélie Darvas et Gaby Benicio partent en vacances près de Pézenas, dans l'Hérault, pour aller à la rencontre de vignerons chez qui elles se fournissent. Elles déjeunent dans l’Auberge du presbytère de Vailhan et, découvrant que l'établissement est à vendre, décident de l'acheter pour s'y installer. Elles ouvrent un nouveau restaurant le 4 juillet 2018, et le rebaptisent Äponem, qui signifie « bonheur » en langue des Pataxo, une tribu indigène brésilienne.
En janvier 2019, le restaurant Äponem reçoit une première étoile au guide Michelin. La particularité du lieu est la proposition permanente de produits issus de l'agriculture biologique, cultivées par le restaurant ou par des producteurs et productrices de la région. La philosophie culinaire d'Äponem repose sur un circuit court.
Le 27 septembre 2021, elle est invitée à participer au Dîner des grands chefs réunis autour du président de la République Emmanuel Macron.
En juin 2024, elle quitte les cuisines d'Äponem puis porte plainte au pénal contre son ex-compagne et ex-associée Gaby Benicio pour, entre autres, abus de biens sociaux,.
En octobre 2024, un communiqué de presse annonce Amélie Darvas comme cheffe du restaurant des Chalets du Mont d'Arbois, baptisé Âme, où elle réalisera une cuisine autour du végétal, avec des « notes savoyardes ».

## Distinctions
- 2017 : révélation Omnivore[16]
- 2019 : prix Grand de demain au Gault et Millau[17]
- 2019 : prix de la Meilleure table du Fooding[18]
- 2019 : tremplin de l'année du magazine Le Chef[19]
- 2019 :  première étoile au guide Michelin[20]